# أسرة مرتكزة على الأم
يشير مصطلح الأسرة المرتكزة على الأم (matrifocal family) إلى نمط الأسرة الذي تكون فيه الأم رأس العائلة ويؤدي فيه الأب دورًا أقل أهمية في المنزل وتربية الأطفال.

## التعريف
«توصف الأسرة بأنها مرتكزة على الأم عندما تكون المرأة وأطفالها هم مركز الأسرة. وفي هذه الحالة يكون والد هؤلاء الأطفال ذا حضور متقطع في حياتهم ولا يحتل سوى موقع ثانوي. ولا يجب بالضرورة أن تكون والدة الأطفال زوجة أحد والدي الأطفال.» وبوجه عام، ووفقًا لما ذكرته لورا هوبسون هيرلثي، فإن النساء يتمتعن «بمكانة عالية» إذا كن العائل الرئيسي«، فهن من يتحكم...باقتصاد الأسرة»، ويميل الذكور في هذه الحالة إلى الغياب عن البيت. تم صياغة هذا التعبير عام 1956. وغالبًا ما تمتد فترات غياب الرجال لمدة طويلة.
Alternative terms for 'matrifocal' or 'matrifocality' include matricentric, matripotestal, and women-centered kinship networks.
ويتميز النظام المرتكز على الأم عن النظام الذي يعيش فيه الزوجان بالقرب من أو مع والدي الزوجة، ونسب الأطفال للأم، والنظام الأمومي (ويتميز عن هذا الأخير بالأخص لأن النظام المرتكز على الأم لا يعني أن المرأة تتمتع بالقوة في المجتمع الأكبر).

## الخصائص والتوزيع
وفقًا لما ذكره عالم الأنثروبولوجي موريس جودلير، فإن الأسرة المرتكزة على الأم هي «النمط النموذجي في الجماعات الأفرو-كاريبية» وبعض الجماعات الإفريقية الأمريكية. وتتضمن العائلات التي يكون لدى الأب فيها زوجة وعشيقة واحدة أو أكثر؛ وفي القليل من الحالات يكون فيها لدى الأم أكثر من حبيب. كما يوجد نظام الأسرة المرتكزة على الأم أيضًا بين شعب الطوراق في شمال إفريقيا، وذلك وفقًا لما ذكره راسموسين هيرلثي؛ وكما ذكر رايموند سميث نقلاً عن هيرلثي فإنها توجد في بعض عائلات الكاريبي ذات الأصول الإفريقية في غيانا البريطانية؛ ووفقًا لهيرلثي نقلاً عن كتاب آخرين، في بعض مجتمعات البحر الأبيض المتوسط؛ ووفقًا لهيرلثي نقلاً عن سكوت، في المناطق الحضرية بالبرازيل.
كما وجد هيرلثي هذا النظام بين شعب الميسكيتو، في قرية خوري، على ساحل الكاريبي بشمال هندوراس في نهاية حقبة التسعينيات من القرن العشرين. ووفقًا لهيرلثي، فإن «القوة الرئيسية» لنساء قرية خوري تكمن «في قدرتهم على الحفاظ على الهوية الاجتماعية وعلاقات القرابة... فلا تقع قوتهم في نطاق دولة هندوراس، التي لا تعترف سوى بألقاب الذكور والذكور بوصفهم الرؤساء الشرعيين للأسرة.» كما وجد توجهًا وعلاقة ترابطية في قرية خوري مع نظام النسب للأم على الرغم من وجود بعض الأعراف الأبوية أيضًا. وجد هيرلثي أن «النساء يعرفن أكثر من الرجال عن تاريخ القرية، وسلاسل النسب، والفلكلور المحلي بها» وأن «الرجال لا يعرفون عادة علاقات القرابة المحلية، أو الصلاحيات الملائمة، أو الالتزامات المتبادلة في عائلة زوجته» وخلص إلى أن المرأة في ميتسيكو «تضطلع بمسؤوليات متزايدة للحفاظ الاجتماعي على الهوية والتنوع الثقافي واللغوي في أنحاء العالم».

## معلومات تاريخية
في القرن الرابع عشر، في جيانغنان، جنوب الصين، في ظل حكم المغول ومملكة يوان، كتب هونغ تشي رأيه في بعض العائلات التي تمارس حكم النساء، ولكن ليس كما تعرفها القواميس الكبرى ولكن كما عرفها باول سميث «إنشاء بنية عائلية قصيرة المدى تهيمن عليها النساء» وليست من النمط الذي يفضل النسب للأم أو الأمومية. ومن الممكن توريث هذه الهيمنة النسائية للأجيال المتتالية. ووفقًا لباول سميث، فإن هذا النوع من الهيمنة النسائية هو «الذي أرجع إليه كونج.. الانهيار العام للمجتمع» واعتقد كونغ أن الرجال في جيانغنان رغبوا في «التخلي عن السلطة لصالح النساء».
ويقول جودلير، أن الأسرة المرتكزة على الأم في بعض الثقافات الأفرو-كاريبية والأمريكية الإفريقية كنتيجة للعبودية التي قضت على حياة الآلاف. منع العبيد من الزواج ونسب أطفالهم إلى أسيادهم. و«غالبًا» ما كانت تسعى النساء في العائلات الواقعة في العبودية إلى الحمل من أسيادهم البيض حتى يصبح لون أطفالهم أفتح ويصبحون أكثر نجاحًا في الحياة، مقللين بذلك دور الأزواج السود في العائلة. وتسمح بعض المجتمعات، وخاصة في أوروبا الغربية، للنساء الدخول في سوق العمل أو تلقي المساعدات الحكومية وبالتالي تزيد قدرتهن على تربية أطفالهن وحدهن بينما بعض المجتمعات «تعارض... [النساء] اللائي يعشن بمفردهن.»
في الفكر النسائي (الذي كان أكثر شيوعًا في حقبة السبعينيات من القرن العشرين مقارنة بالفترة بين 1990-2000 وتم انتقاده في التوجه النسوي وفي علم الآثار، والأنثروبولوجي، والإلهيات لأنها تفتقر الأساس العلمي)، كان هناك «العصر الذهبي للأسرة التي ترتكز على الأم (إذا لم تكن أمومية)» قبل ازدهار النظام الأبوي.

## كتابات أخرى
- Smith, Raymond T., The Matrifocal Family: Power, Pluralism and Politics (New York: Routledge, 1996 (ISBN 0-415-91215-6))[22]